# Albany (Luisiana)
Albany es una villa ubicada en la parroquia de Livingston en el estado estadounidense de Luisiana. En el Censo de 2010 tenía una población de 1088 habitantes y una densidad poblacional de 374,74 personas por km².

## Geografía
Albany se encuentra ubicada en las coordenadas 30°30′10″N 90°35′5″O / 30.50278, -90.58472. Según la Oficina del Censo de los Estados Unidos, Albany tiene una superficie total de 2.9 km², de la cual 2.9 km² corresponden a tierra firme y (0%) 0 km² es agua.

## Demografía
Según el censo de 2010, había 1088 personas residiendo en Albany. La densidad de población era de 374,74 hab./km². De los 1088 habitantes, Albany estaba compuesto por el 95.04% blancos, el 3.86% eran afroamericanos, el 0.18% eran amerindios, el 0.09% eran asiáticos, el 0% eran isleños del Pacífico, el 0% eran de otras razas y el 0.83% pertenecían a dos o más razas. Del total de la población el 1.93% eran hispanos o latinos de cualquier raza.